# Jorge Bustos León
Jorge Bustos León (Constitución, 27 de junio de 1890 - Santiago, 24 de noviembre de 1955) fue un ingeniero y político chileno. Fue alcalde de Valdivia y diputado por Valdivia, Osorno y La Unión.

## Biografía
Jorge Bustos fue hijo de Pedro Tomás Bustos Gutiérrez y Clarisa León Bravo. Su tía materna, Lucrecia León Bravo, fue la madre del pianista Claudio Arrau. Estudió en el Liceo de Talca, Instituto Nacional y en la Facultad de Ingeniería de la Universidad de Chile; se tituló de ingeniero civil en 1915. Se casó con Hortensia Agüero.
Se desempeñó profesionalmente en la Empresa de los Ferrocarriles del Estado (1915-1927), como ingeniero jefe de Tracción y Maestranza. Fue perito tasador de la Caja de Crédito Hipotecario. Explotó su fundó “Guai-Guai” en Riñihue.
Militó en el Partido Liberal. Fue alcalde de la municipalidad de Valdivia en 1934. 
En 1937 había sido candidato de la Alianza Popular Libertadora, a una elección complementaria de Diputados, para llenar la vacante del fallecido Diputado Manuel Antonio Luna. Sin embargo solo consiguió 6.097 votos siendo vencido por el candidato del Partido Democrático, Samuel Valck Vega.
Como miembro de la APL, fue elegido Diputado por la agrupación departamental de Valdivia, La Unión y Osorno, para el período 1941-1945. Integró en la oportunidad la Comisión de Educación Pública y la de Industrias,
Reelecto como Diputado por la misma agrupación departamental, para el período 1945-1949, esta vez era militante del Partido Liberal Progresista. Integró la Comisión de Gobierno Interior, Trabajo y Legislación Social.
Fue miembro del Rotary Club y del Club Alemán de Valdivia. 